# Svalesjön
Svalesjön är en sjö i Borås kommun i Västergötland och ingår i Viskans huvudavrinningsområde.